# False Accusations (thriller)
False Accusitions (Nederlandse vertaling: De stalker) is een thriller van de Amerikaanse schrijver Alan Jacobson met als thema valse beschuldigingen en stalking. De hoofdpersoon Phillip Madison ziet zijn leven in een hel veranderen wanneer hij door een wraakzuchtige vrouw wordt gestalkt. Uiteindelijk escaleert de stalking en dreigt Madison alles kwijt te raken: zijn werk, zijn gezin en zijn vrijheid.

## Plot
Phillip Madison is een zeer gerespecteerd orthopedisch chirurg. Hij verdient goed, is gelukkig getrouwd, en heeft een onkreukbare reputatie. De enige schaduw over zijn leven is de enorme werkdruk die druk op zijn huwelijk legt: volgens zijn vrouw Leeza staat hij altijd voor iedereen klaar maar cijfert hij zichzelf en zijn gezin weg.
Een van zijn nevenactiviteiten is het onbezoldigd voorzitterschap van een stichting die zich voor gehandicapten inzet. In die hoedanigheid neemt hij Brittany Harding aan als tijdelijke administratieve kracht. Wanneer hij haar meedeelt dat hij niet tevreden is over haar functioneren en dat een vaste aanstelling geen gegeven is, neemt zij wraak door hem van verkrachting te beschuldigen met behulp van een louche advocaat. Om van de rechtszaak af te zijn die zijn reputatie zou kunnen ruïneren, gaat hij akkoord met een schikking. Harding komt de overeenkomst niet na en licht Madisons vrouw in, die hierop direct vertrekt. Madisons advocaat ontbindt direct de schikking en dreigt de advocaat van Harding met een klacht bij de balie, waarop het geld haastig wordt terugbetaald. Hierop is Brittany Harding woedend en in een supermarkt scheldt ze Madison de huid vol: hij zal hier zwaar voor boeten.
Kort hierop worden met Madisons auto twee mensen dodelijk overreden. Madison wordt direct opgepakt en het OM zet hard in op een zware aanklacht. Hij schakelt zijn advocaat en een oude vriend, die forensisch deskundige is, in. Omdat de slachtoffers vrijwilligers waren die daklozen bijstonden, zet dit kwaad bloed in hun wijk, en Madison wordt door boze mensen belaagd en bedreigd wanneer hij naar zijn werk gaat. Madison krijgt hierdoor ook minder en minder patiënten en wordt uiteindelijk gedwongen zich uit de stichting terug te trekken en door het ziekenhuis op non-actief gezet. Het OM verhoogt de eis van dood door schuld naar doodslag en de mogelijke gevangenisstraf loopt op tot levenslang.
Al snel vinden ze bewijzen die suggereren dat Brittany Harding met Madisons auto een joyride had gemaakt en hierbij twee mensen had overreden om Madison te beschuldigen en zo wraak op hem te nemen voor de teruggedraaide schikking. Zo worden er bierblikjes in de auto aangetroffen waarvan het speeksel niet van Madison afkomstig is (bovendien is Madison een wijndrinker), is Madisons reserve-autosleutel verdwenen en blijkt dat het in theorie best mogelijk was geweest dat iemand de auto had gestolen en later teruggebracht zonder dat Madison het had gemerkt. Een getuige had een gladgeschoren man met een honkbalpetje achter het stuur gezien, maar het was donker en het had ook best een vrouw geweest kunnen zijn. Ook blijkt dat Harding al eerder een werkgever gechanteerd had met een verkrachtingsbeschuldiging nadat deze haar had ontslagen. Gepresenteerd met dit bewijs laat het OM Madison lopen en wordt Harding gearresteerd. Ook Madisons vrouw realiseert zich dat de beschuldiging vals was en komt met haar gezin weer bij Madison terug.
Hoewel Hardings advocaat in de rechtszaal het OM in verlegenheid brengt door te benadrukken dat er geen enkel bewijs is dat Harding direct aan de aanrijdingen linkt, overtuigt het indirecte bewijs de jury (de getuigenverklaringen van de zwerver en van een medewerker uit de supermarkt, het DNA op de bierblikjes, het feit dat bij Harding een honkbalpetje is aangetroffen dat aan de omschrijving voldoet, het feit dat in theorie de auto makkelijk gestolen had kunnen zijn, de eerdere chantage). Door met de deskundigen in discussie te gaan over zaken waar hij zelf niets van weet (o.a. DNA) graaft de advocaat echter zijn eigen graf en gaat genadeloos onderuit. Het is kat-in-het-bakkie voor het OM en Harding wordt door de jury schuldig verklaard aan de dubbele aanrijding, met een lange gevangenisstraf in het vooruitzicht.
Madison viert thuis met familie en vrienden maar van binnen knaagt het in hem. Om van zijn stalker af te komen, heeft hij wetens en willens twee onschuldige mensen aangereden en de dood ingejaagd, en Harding er moedwillig voor laten opdraaien. Voor altijd zal hij met dit vreselijke geheim moeten leven.